# 瓦伊恩
瓦伊恩（丹麥語：Vejen），丹麥日德蘭半島上的一座城鎮，瓦伊恩市镇的行政中心。